# 우와노촌
우와노촌(宇和野村)은 일본 미에현 미나미무로군에 설치되었던 촌이다. 현재의 기호정의 구마노나다 연안에 해당한다.